# 夸氏擬魮
夸氏擬魮（学名：Pseudobarbus quathlambae）是輻鰭魚綱鯉形目鯉科的其中一個種，被IUCN列為瀕危保育類動物，分布於非洲賴索托的橘河流域，體長可達13公分，棲息在水質清澈的溪流及水塘，繁殖期在夏季，屬肉食性，以水生昆蟲為食。

## 外部連結
- 夸氏擬魮的圖片